# Paul Rousseau (auteur)
Pour les articles homonymes, voir Rousseau.
Ne pas confondre avec le journaliste sportif français Paul Rousseau
Paul Rousseau est un poète et romancier québécois, surtout actif en littérature jeunesse, né le 30 mai 1956 à Grand-Mère et mort le 24 novembre 2021 à Trois-Rivières. 
Le film Ailleurs (2017) est une adaptation de son roman Haine-Moi!.

## Biographie
Paul Rousseau a travaillé dans le secteur de l’information pendant de nombreuses années, principalement à Radio-Canada ce qui l’a amené à sillonner le Québec et le Canada. Il a mené en parallèle une carrière d’écrivain dans les domaines du roman, de la poésie et surtout de la littérature jeunesse. Il remporte le prix Octave Crémazie en 1990 avec le recueil Micro-Textes et le jury du prix Robert Cliche lui décerne une mention spéciale pour la version manuscrite de Yuppie Blues en 1993. Son roman Haine-Moi! a été adapté au cinéma en 2017 sous le titre Ailleurs, film réalisé par Samuel Matteau,.  

## Ouvrages parus

### Littérature jeunesse
- Marie Maillot, Montréal : Éditions Alexandre Stanké, 2001
- Une panthère dans la litière, Montréal : La Courte Échelle, 2002
- Docteur Soccer, Montréal : La Courte échelle, 2002
- Le Balafré du Cap du Diable, Montréal : Éditions Michel Quintin, 2003
- Lucifer, mon grand-père, Montréal : La Courte échelle,  2003
- Lucifère première, Montréal : La Courte échelle, 2004
- Le monstre du sofa, Montréal : Michel Quintin, 2004
- Le fantôme de la piste 9, Montréal : La Courte échelle, 2005
- Lucifer Jones, Montréal : La Courte échelle,  2005
- La main vivante, Montréal : La Courte échelle,  2006
- Un génie dans les tuyaux, Montréal : La Courte échelle, 2009
- Un esquimau dans le frigo, Montréal : La Courte échelle, 2009
- Un perce-oreille dans l'oreille, Ville-Marie : Éditions Z'ailées, 2014

### Roman
- Yuppie blues, Montréal : Éditions Québec/Amérique,  1994
- Haine-moi!, Outremont : Lanctôt, 1997
- Rut rural, Montréal :  Éditions Québec/Amérique , 2018
- Le Feu sur la peau, Montréal:  Éditions Québec/Amérique , 2019

### Poésie
- Micro-textes, Trois-Rivières : Écrits des Forges, 1990
- Copiés/collés, Laval : Trois, 2000

## Adaptations
- Ailleurs : Adaptation cinématographique de Haine-moi!, réalisé par Samuel Matteau. Production Groupe Vélocité 2017.

## Prix
- Prix Octave-Crémazie de poésie 1990 pour son recueil Micro-Texte.
- Mention spéciale du jury du Prix Robert-Cliche 1993 pour la première version de Yuppie Blues